# Flughafen Terrace-Kitimat

i7
i11
i13
Der Northwest Regional Airport Terrace-Kitimat ist ein Regionalflughafen in der kanadischen Provinz British Columbia. Er liegt in der Zeitzone UTC-8 (DST-7). Betreiber des Flughafens ist die Terrace-Kitimat Airport Society.

## Lage
Der Regionalflughafen liegt etwa 6 Kilometer südlich von Terrace und etwa 56 nördlich von Kitimat. Östlich des Flughafens verläuft der Highway 37 und nördlich des Flughafens fließt der Skeena River.

## Geschichte
Der Flughafen wurde 1943 als Teil eines nationalen Verteidigungsplanes gebaut. 1946 wurde der Flughafen an das nationale Verkehrsministerium übergeben.

Flughafen Layout

## Start- und Landebahn
Beim Anflug auf den Flughafen stehen folgende Navigations- und Landehilfen zur Verfügung: NDB, VOR / DME, ILS, PAPI
- Landebahn 03/21, Länge 1637 m, Breite 45 m, Asphalt[3]
- Landebahn 15/33, Länge 2285 m, Breite 45 m, Asphalt[3]

## Service
Am Flughafen sind folgende Flugbenzinsorten erhältlich:
- AvGas  (100LL)
- Kerosin (Jet A)

## Flugverbindungen
Kelowna, Vancouver, Victoria, Prince George und Prince Rupert mit den Fluggesellschaften Air Canada Jazz, Hawkair und Central Mountain Air.

## Zwischenfälle
- Am 14. Januar 1977 wurde eine de Havilland Canada DHC-6-300 Twin Otter der kanadischen Northern Thunderbird Air (Luftfahrzeugkennzeichen C-GNTB) mit drei Mann Besatzung und 0 Passagieren an Bord unterwegs vom Flughafen Prince George im Anflug auf den Flughafen Terrace-Kitimat während eines Schneesturms in einen Hügel geflogen. Durch diesen CFIT (Controlled flight into terrain) wurden alle 12 Insassen getötet.[4]